# Rampura
Rampura é uma cidade e uma nagar panchayat no distrito de Neemuch, no estado indiano de Madhya Pradesh.

## Geografia
Rampura está localizada a 24° 28′ N, 75° 26′ L. Tem uma altitude média de 391 metros (1 282 pés).

## Demografia
Segundo o censo de 2001, Rampura tinha uma população de 17 761 habitantes. Os indivíduos do sexo masculino constituem 52% da população e os do sexo feminino 48%. Rampura tem uma taxa de literacia de 64%, superior à média nacional de 59,5%: a literacia no sexo masculino é de 75% e no sexo feminino é de 53%. Em Rampura, 14% da população está abaixo dos 6 anos de idade.